# Isla Woody
La isla Woody (en chino tradicional, 永興島; en chino simplificado, 永兴岛; pinyin, Yǒngxīng Dǎo) es una de las islas Paracel, en el mar de China Meridional. Está ocupada por la República Popular China, desde 1974, y también es reclamada por Taiwán y Vietnam. Tiene una superficie de 2,1 km².
Existe una guarnición militar de la República Popular China, recientemente se habilitó un puerto en la isla con la finalidad de promocionarla turísticamente.